# You'll Never Walk Alone
'You'll Never Walk Alone är en sång skriven av Richard Rodgers och Oscar Hammerstein II till deras musikal Carousel. I musikalen sjungs den av Christine Johnson och senare Jan Clayton. I filmversionen sjungs den av Claramae Turner.
Sångens popularitet växte eftersom många hade sina anhöriga i kriget och de kunde finna tröst i sångtexten. Den spelades in av flera artister, först av Frank Sinatra 1945 (#9 på billboardlistan). Av Patti LaBelle 1964 (#34) och Elvis Presley 1968 (#90). Elvis version nominerades 1968 till en Grammy i kategorin Best Sacred Performance.
Den mest kända versionen av låten spelades in i England i början av 1960-talet av Liverpoolgruppen Gerry & the Pacemakers och den nådde första plats på englandslistan den 26 oktober 1963 och stannade där i fyra veckor. Den blev omedelbart efteråt officiella sången för Liverpool FC och sjungs alltid på deras hemmamatcher. Orden You'll Never Walk Alone finns numera i klubbmärket. På senare år har flera andra klubbar hävdat att de sjöng den först, Men först av alla var Liverpool FC och inte Celtic FC som en del hävdar. Liverpool or Celtic: who Walked Alone first?
Pink Floyds låt "Fearless" från albumet Meddle (1971), innehåller en inspelning av Liverpoolfansen som sjunger "You'll Never Walk Alone" i slutet av låten.
Slade uppmanade sina fanatiska fans att sjunga låten live som sista spår på skivan Slade On Stage från 1982.
Låten har spridits till flera andra fotbollsklubbar, till exempel:
- England: Liverpool FC, Ipswich Town FC
- Skottland: Celtic FC
- Nederländerna: Feyenoord, AFC Ajax, FC Twente.
- Tyskland: Borussia Dortmund, Aachen, FC St. Pauli.
- Grekland: AEK Aten (en grekisk version)
- Japan: FC Tokyo.

## Listplaceringar, Gerry and the Pacemakers
| Lista (1964-1965) | Position               |
| ----------------- | ---------------------- |
| Irland            | 1                      |
| Kanada            | 31 (RPM)               |
| Nya Zeeland       | 1 (Lever Hit Parade)   |
| Storbritannien    | 1                      |
| Sverige           | 10 (Kvällstoppen)      |
| Sverige           | 7 (Tio i topp)         |
| USA               | 48 (Billboard Hot 100) |